# Lübbecke
Lübbecke – miasto w Niemczech, położone w kraju związkowym Nadrenia Północna-Westfalia, w rejencji Detmold, w powiecie Minden-Lübbecke. W 2010 roku liczyło 25 796 mieszkańców.

## Współpraca
Miejscowości partnerskie:
- Bad Liebenwerda, Niemcy
- Bayeux, Francja
- Dorchester, Wielka Brytania
- Tiszakécske, Węgry.